# Cylindrosympodiaceae
Cylindrosympodiaceae is een familie van de  Ascomyceten. Het typegeslacht is Cylindrosympodium. 

## Geslachten
Volgens Index Fungorum telt de familie twee geslachten:
- Cylindrosympodium
- Sympodiella